# 贵师掌突蟾
贵师掌突蟾（学名：Leptobrachella yunyangensis），一种于中华人民共和国重庆市云阳县发现的两栖动物，隶属于角蟾科掌突蟾属。种小名取自模式产地云阳县，俗名源自贵州师范大学的简称。本种系贵州师范大学动物生态学周江教授领衔的研究团队于2021年发现，当年刚好是贵州师范大学建校80周年，值此颂扬研究团队的母校在贵州教师师资力量的培养和中国动物学研究的推进中做出的贡献。